# Juan de Nicolás y Sacharles

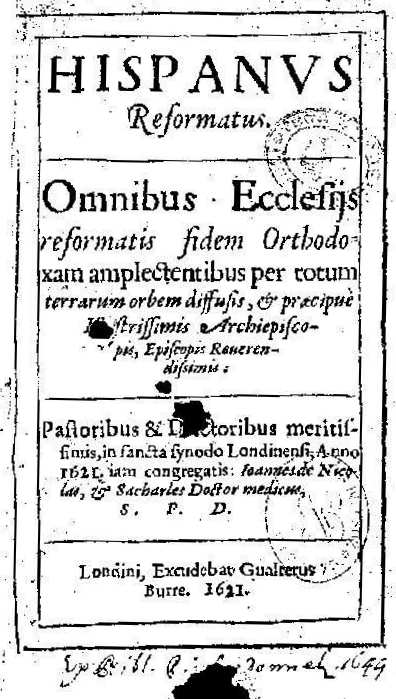
Portada de Hispanus reformatus, Londres, por Walter Burre, 1621. Biblioteca Nacional de España, U/8076.

Juan de Nicolás y Sacharles es el nombre, al parecer ficticio, del autor de El español reformado, una supuesta autobiografía publicada en Londres en 1621 con el título Hispanus reformatus, o The Reformed Spaniard en su versión inglesa, traducida al castellano por Luis de Usoz y publicada en el tomo octavo de sus Reformistas Antiguos Españoles en 1854.
Sacharles comienza su relato declarando que, aunque como español de nacimiento, había mamado en el papismo desde sus tiempos de estudiante en Lérida, en 1596, y tras asistir a una lección de su maestro Bartolomé Hernández, había dudado de la transubstanciación. Ello no le impidió vestir con diecisiete años la cogulla de la Orden de San Jerónimo, «la más renombrada de España», y ejercer el sacerdocio durante nueve años, hasta 1605. Destinado en el monasterio de El Escorial, cantó su primera misa en presencia de Felipe III y cursó estudios de teología. Sus primeras dudas se acrecentaron, mezcladas ahora con críticas a la potestad del papa, al punto de que ya solo le retenía dentro de la Iglesia católica «una loca adorazión a la Virjen María: dolenzia, que por mucho tiempo, ha sido la zeguera de mi pecho». En El Escorial se le confió la superintendencia y vigilancia de la Real Biblioteca y allí cayó en sus manos un ejemplar de los Dos tratados del papa y de la misa de Cipriano de Valera, que leyó y guardó «como a preciadísima perla» sin mostrárselo a nadie. Su lectura le desembarazó del antiguo fervor a la Virgen y, habiendo enfermado, pidió licencia para marchar a su tierra, de donde por mar se fue a Roma «con intención de ver si en aquella Ziudad, florecía más que en España la Relijión Cristiana». Escandalizado con cuanto vio, tras pasar un mes en Roma marchó a Montpellier, donde abjuró de la religión católica para abrazar la reformada y reanudó los estudios de medicina que había iniciado en su juventud en España, hasta obtener el grado de doctor en Viena del Delfinado. Allí se enemistó con un predicador jesuita, llamado Rampala, que pagó a un sicario para que lo afrentase en público, lo que sufrió con paciencia por evitar el escándalo, mas sintiéndose acosado por los papistas, determinó pasar a ejercer la medicina en Bouver y Kaylaz, cerca de Nimes, localidades que se ignora cuáles puedan ser. En este tiempo tradujo el Broquel de la fe de Pierre Du Moulin. Habiéndole llegado noticias de que sus hermanos, agraviados con su huida, deseaban su muerte, juzgó oportuno salir de Francia e instalarse en Inglaterra, colocándose bajo la protección de Jacobo I y de su hijo Carlos, a quien dedicó el Broquel. Pero ni en Londres se habría visto libre de la persecución de los papistas, y una noche del mes de febrero de 1620, en las afueras de la ciudad a donde había sido conducido con engaños, recibió una puñalada cerca del corazón, salvándole de una muerte segura Théodore de Mayerne, protomédico de su majestad, que poco más tarde pasó casualmente por donde yacía abandonado y herido y le atendió en su propia casa. En ese punto, con un llamamiento a perseverar en la verdadera fe, concluye su relato.
Nada encontró de su autor Luis de Usoz al editar en 1854 su traducción del Hispanus reformatus en el tomo VIII de los Reformistas Antiguos Españoles, junto con el Tratado para confirmar en la fe cristiana a los cautivos de Berbería y otras obras menores de Cipriano de Valera, y aunque no descartaba que su memoria pudiera haber sido borrada de los registros de El Escorial, concluía que «o esta obra es mera invenzión de algún protestante fanático; o Nicholas i Sacharles fue un especulador relijioso de los que no faltan, por desgrazia, en toda secta». Sin embargo, que toda la autobiografía fuese una narración de hechos falsos, no le desanimaba a darla a la imprenta, pues, según decía, no habiendo nada falso en su doctrina de la transubstanciación o en su crítica a la Mariolatría, entre los otros temas tratados por el autor, «no alterarán su verdad i naturaleza, porque el escritor haya, o no, sido Catalán reformado». Para Marcelino Menéndez y Pelayo, conforme con Usoz, se trataría de un fraude piadoso, construido a imitación de algún caso verdadero y con elementos inverosímiles, «especie de novela forjada por algún fanático protestante inglés para entretener y edificar a las beatas de su país a costa del papismo», como sería también el caso del supuesto Ramón Montsalvatge y el de algún otro protestante fabuloso. No lo cree así, sin embargo, Manuel Díaz de Pineda, que en su memoria para optar al grado de doctor, sin mencionar a Usoz, no encuentra peso suficiente en las razones alegadas por Menéndez Pelayo para tener por legendaria la autobiografía, a la que nada agrega.